# 伊藤りかこ
伊藤 りかこ（いとう りかこ、9月3日 - ）は、日本の女性声優。
東京アニメーター学院出身。旧芸名は伊藤 梨果子（読みは同じ）。

## 出演
太字はメインキャラクター。

### テレビアニメ
- 最果てのパラディン（2021年）
- ヒューマンバグ大学 -不死学部不幸学科-（2022年、女性B）
- Paradox Live THE ANIMATION（2023年、キャバクラキャスト、女子高生）
- ループ7回目の悪役令嬢は、元敵国で自由気ままな花嫁生活を満喫する（2024年、ニコル）
- 最凶の支援職【話術士】である俺は世界最強クランを従える（2024年、使用人B）

### 劇場アニメ
- 世界一初恋〜プロポーズ編〜（2020年、宇佐見印刷の女性[1]）

### Webアニメ
- スプリガン（2022年、女性C）

### ゲーム
- ぐんゆう！-群雄-（黄月英[1]）
- アッシュアームズ-灰燼戦線-（2023年、38(t)対空戦車 ゲパルト[3]）
- 黄昏に潜む梟と、明け方の昴（2024年、榊朝陽[4]）

### パチンコ
- ひぐらしのなく頃に絆（野村[1]）
- ハイスクールオブザデッド（レポーター[1]）

### テレビ
- テレビドラマ『アオイホノオ』（2014年、声の出演）

### 吹き替え

#### 外画
- ロブスター[1]
- プロヴァンスの休日（イングリッド[1]）

### ラジオドラマ
- ｢おやつラジオ｣第95回ゲスト「リアルに萌えが充実期！？」（稲森ひより[1]）

### ボイスコミック
- 暗狩りの吸血鬼（人片美言）

### ナレーション
- 秋葉原ワシントンホテルモーニングコール
- 伊豆山建設 グランドエクシブ軽井沢施設紹介ビデオ
- JLSA紹介ムービー
- アイリスオーヤマ トイレのモコモコ泡スプレー
- JAL ワオンカード機内CM
- 読書思い出帳記帳機

### その他
- 上海MODEL FES.2019公式キャラ・茉杏美羽[1]

## ディスコグラフィ

### キャラクターソング
| 発売日 | 商品名           | 歌                     | 楽曲               | 備考                       |
| ------ | ---------------- | ---------------------- | ------------------ | -------------------------- |
| 2019年 | （未音源化楽曲） | 茉杏美羽（伊藤りかこ） | 「ナナイロセカイ」 | 上海MODEL FES.2019テーマ曲 |